# Región bajo subordinación republicana
La Región bajo subordinación republicana (en tayiko: Ноҳияҳои тобеи ҷумҳурӣ, en ruso: Районы республиканского подчинения, tr: Raiony respublikanskogo podchineniya, röv. PVP), anteriormente conocida como Provincia de Karotegin es una región localizada en Tayikistán, que consta de trece distritos que están directamente bajo el poder central. Karotegin es el nombre histórico del valle de Rasht y político en la región anterior a la era soviética de Asia Central que hoy es parte de la República de Tayikistán. Karotegin también fue nombrada Jarm, aunque Jarm es también el nombre de una ciudad y del grupo étnico jarmi. Karotegin aparece con frecuencia en su ortografía alternativa Karateghin de Karategin y en la literatura de los años 1990 y anteriores.

## Historia
Karotegin fue una región en el Asia central durante muchos siglos. Sus príncipes, que decían ser descendientes de Alejandro Magno, fueron gobernadores de Karotegin independiente hasta 1868, aunque su lealtad fue reivindicada en una forma ineficaz por Kokand. El emirato de Bujará aprovechó rivalidades políticas internas y conquistó la región, junto con Darvaz, en 1877.
Karotegin consistía en un altiplano distrito limitaba al norte con Khokand y Samarcanda, en el este de Ferghana, en el sur por Darvaz, y al oeste con Bokharian Hissar y otras provincias. Tradicionalmente la lana áspera mohair fueron tejidas por los indígenas, que también hicieron excelentes armas de fuego. El oro es extraído de diversos lugares y también se extrae sal en salinas localizadas en la montaña. Históricamente, es difícil para el pueblo de la Karotegin comunicarse con las tierras vecinas, excepto durante el verano, de mayo a septiembre.

## Distritos
Actualmente su división interna consta de trece distritos:
- Tursunzoda
- Shahrinaw
- Hisor
- Rudaki
- Varzob
- Vahdat
- Faizobod
- Roghun
- Nurobod
- Rasht
- Sangvor
- Tojikobod
- Lakhsh

## Geografía
La meseta es atravesada por el río Vakhsh, de noreste a sudoeste. Al margen derecho de un afluente del Amu Daria. En la frontera norte bordea a las montañas de Gissar-Zeravshan, y en la frontera sur bordea a la provincia de Badakhshan. Tiene un área de 28.400 km², que para efectos comparativos constituye una superficie similar a la de Albania. En invierno el clima es extremadamente frío. La nieve comienza a caer en octubre y hasta el mes de mayo. Durante los meses más cálidos, sin embargo, las laderas de las montañas son ricamente vestidas de arces, fresnos de montaña, manzanos, árboles pera y nogales; proporcionan las huertas, no sólo las manzanas y las peras, sino también melocotones, cerezas, moras y albaricoques. Tanto el ganado y los caballos son de raza pequeña y resistente.